# 阿部正春
阿部正春（日语：／ Abe Masaharu，1637年—1716年7月26日）日本江戶時代大名。上总国大多喜新田藩主、武藏国岩槻藩第4代藩主、上总国大多喜藩主、三河国刈谷藩初代藩主。阿部家宗家4代、备后福山藩阿部家分家初代。
岩槻藩第2代藩主阿部重次的次男。随父亲改姓三浦。
庆安4年（1651年），父亲重次随江户幕府第3代将军德川家光殉死，哥哥定高继承家督，正春分得大多喜新田藩1万6000石，成为大多喜新田藩主。
万治2年（1659年）1月23日，哥哥定高去世。其嫡男阿部正邦继承岩槻藩5代藩主、备后福山藩阿部家初代藩主，但是由于正邦年幼，正春暂时代为继承家督和岩槻藩第4代藩主。此时、恢复阿部姓，共领11万5000石，约定在正邦长大后归还岩槻藩，有不少人有不满情绪。宽文3年（1663年）12月发生了被称为汀骚动家臣被杀事件。宽文11年（1671年），建造了现在还存在在岩槻的时钟。12月19日、正春将哥哥遗留的领地9万9000石和家督让给正邦，自己移至上总国大多喜藩。
元禄15年（1702年）9月7日，移至三河刈谷藩。宝永6年（1709年）4月25日、将家督让给六男正镇后隐居。正德6年（1716年）6月8日去世，享年80岁。

## 人物
- 古书有“无学识的文盲、贪求财宝的大名”这样的评价。